# 403 (szám)
A 403 (római számmal: CDIII) egy természetes szám, félprím, a 13 és a 31 szorzata.

## A szám a matematikában
A tízes számrendszerbeli 403-as a kettes számrendszerben 110010011, a nyolcas számrendszerben 623, a tizenhatos számrendszerben 193 alakban írható fel.
A 403 páratlan szám, összetett szám, azon belül félprím, kanonikus alakban a 131 · 311 szorzattal, normálalakban a 4,03 · 102 szorzattal írható fel. Négy osztója van a természetes számok halmazán, ezek növekvő sorrendben: 1, 13, 31 és 403.
Hétszögszám.
A 403 négyzete 162 409, köbe 65 450 827, négyzetgyöke 20,07486, köbgyöke 7,38644, reciproka 0,0024814. A 403 egység sugarú kör kerülete 2532,12368 egység, területe 510 222,92128 területegység; a 403 egység sugarú gömb térfogata 274 159 783,0 térfogategység.